# Grupo Guanabara
Grupo Guanabara é um dos maiores conglomerados de empresas de transporte de passageiros do Brasil, fundado pelo empresário Jacob Barata em 1968 na cidade do Rio de Janeiro.
O mesmo possui uma frota de 4 200 ônibus distribuídos em cerca 20 empresas de ônibus, além de um banco, concessionárias, operadora de turismo, hotéis, drogarias, hospitais e imóveis.
As empresas do grupo operam nos estados de Goiás, Rio de Janeiro, São Paulo, Minas Gerais, Ceará, Pará, Paraíba, Piauí, Maranhão, Rio Grande do Norte, Rio Grande do Sul e no Distrito Federal, e emprega mais de 20 mil funcionários.
O grupo atua também em Portugal, onde é proprietário da empresa Viação Alvorada, que resultou da fusão de grande parte das operações da Scotturb com a Vimeca / Lisboa Transportes, além de também ser proprietário da rede de hotelaria Fénix(sic!) que possui 7 hotéis em Portugal, sendo 3 em Lisboa e 4 no Porto.

## Subsidiárias
Há subsidiárias principalmente no setor de transportes no Brasil e em Portugal, mas também em outros setores.
No Ceará
- (Rodoviários)
  - Expresso Guanabara
- Em Fortaleza (urbanos)
  - Via Urbana
  - Auto Viação Dragão do Mar
  - Viação Fortaleza

No Rio de Janeiro
- (Rodoviários)
  - Viação Sampaio
- No Rio de Janeiro (urbanos):
  - Auto Viação Alpha
  - Auto Viação Jabour
  - Auto Viação Tijuca
  - Empresa de Transportes Braso Lisboa
  - Fácil Transportes e Turismo
  - Rodoviária Âncora Matias
  - Transportes Única Petrópolis
  - Transurb S/A
  - Viação Ideal
  - Viação Normandy do Triângulo (Linhas intermunicipais e municipais do Rio de Janeiro)
  - Viação Nossa Senhora das Graças
  - Viação Nossa Senhora da Penha (Mesquita)
  - Viação Pendotiba (Niterói)
  - Viação Araçatuba (Niterói)
  - Viação Verdun
  - Viação Vila Real

Em São Paulo
- Em Guarulhos (urbanos)
  - Guarulhos Transportes[5]

- Em São José dos Campos (urbanos)
  - Viação Saens Peña[6]

Em Minas Gerais
- (Rodoviários)
  - UTIL - União Transporte Interestadual de Luxo
  - Brisa Ônibus (Rodoviários)

No Distrito Federal
- (Rodoviários)
  - Rápido Federal
  - Real Expresso

Em Goiás
- (Rodoviários)
  - Expresso Transporte

No Pará
- Em Belém (urbanos)
  - Belém Rio[7]
  - Transportadora Arsenal
- Em Castanhal (urbanos)
  - Expresso Modelo

Outras empresas brasileiras fora do setor de transportes:

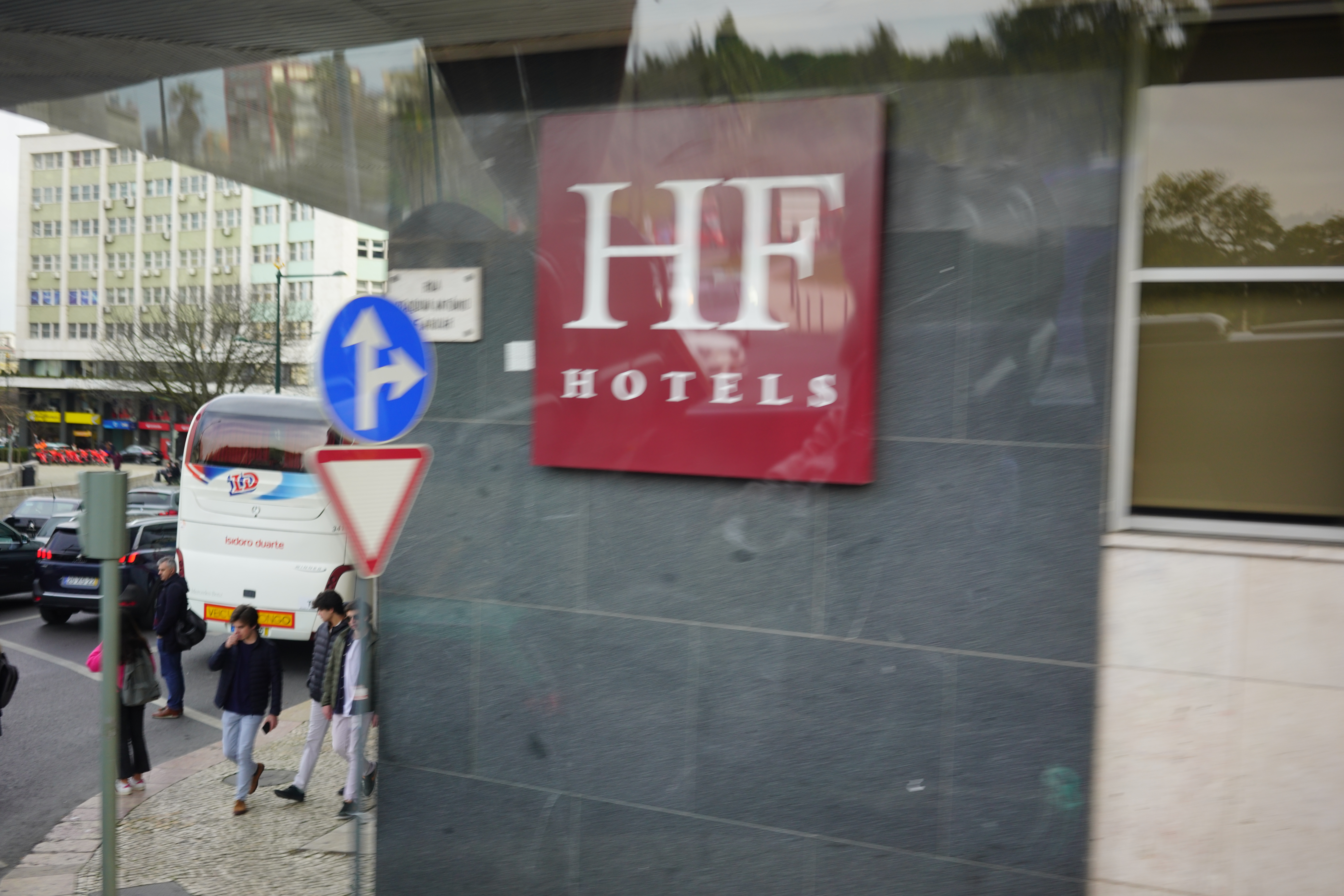
Hotel Fénix, em Lisboa.

- Concessionárias Guanabara Diesel[8]
- Concessionária Ceará Diesel [9]
- Banco Guanabara[10][11]
- Libercard [12]

Em Portugal:
- Empresa de autocarro:
  - Scotturb
  - Viação Alvorada
- Hotéis:
  - Hotéis Fénix Hotel Fénix, em Lisboa.